# Lamberto Petri
Lamberto Petri (Lucca, 21 gennaio 1910 – San Francisco, 28 novembre 1964) è stato un calciatore italiano, di ruolo terzino.

## Carriera
Giocò tre stagioni in Serie A con la Lucchese.

## Palmarès

### Club
- Prima Divisione: 2

Lucchese: 1929-1930, 1933-1934
- Campionato italiano: 1

Bologna: 1935-1936

### Nazionale
- Oro olimpico: 1

Berlino 1936